# 栓皮果
栓皮果（学名：Strasburgeria robusta）是栓皮果属的唯一物种，属于纓子木目栓皮果科，仅生长在新喀里多尼亚，是当地的特有种。

## 形态
本种为常绿乔木，单叶互生，叶大，有锯齿和托叶；花大，花瓣5数，肉质，雄蕊10；果实为肉质蒴果，圆形前端尖。

## 分类
1981年的克朗奎斯特分类法将其列在山茶科中，1998年根据基因亲缘关系分类的APG 分类法认为无法将其列在任何一个目中，属于系属不清的科，2003年经过修订的APG II 分类法将其直接放在蔷薇分支之下，2006年5月7日的进一步修订将本科列在缨子木目中，稍後得知西蘭木成為本種現生的最親近物種，因而2009年APG III分類法將西蘭木屬放進栓皮果科。